# گوئن چیزمن
گوئن چیزمن (انگلیسی: Gwen Cheeseman؛ زادهٔ august ۱۳, ۱۹۵۱ (۷۳ سال)) ورزشکار هاکی روی چمن اهل ایالات متحده آمریکا است.
وی در مسابقات کشوری و بین‌المللی در مجموع برندهٔ ۱ مدال برنز شده‌است.